# أنطون روزين
أنطون روزين (بالدنماركية: Anton Rosen) هو مصمم ومهندس معماري دنماركي، ولد في 13 سبتمبر 1859 في هورسينس في الدنمارك، وتوفي في 2 يوليو 1928 في كوبنهاغن في الدنمارك.

## معرض صور

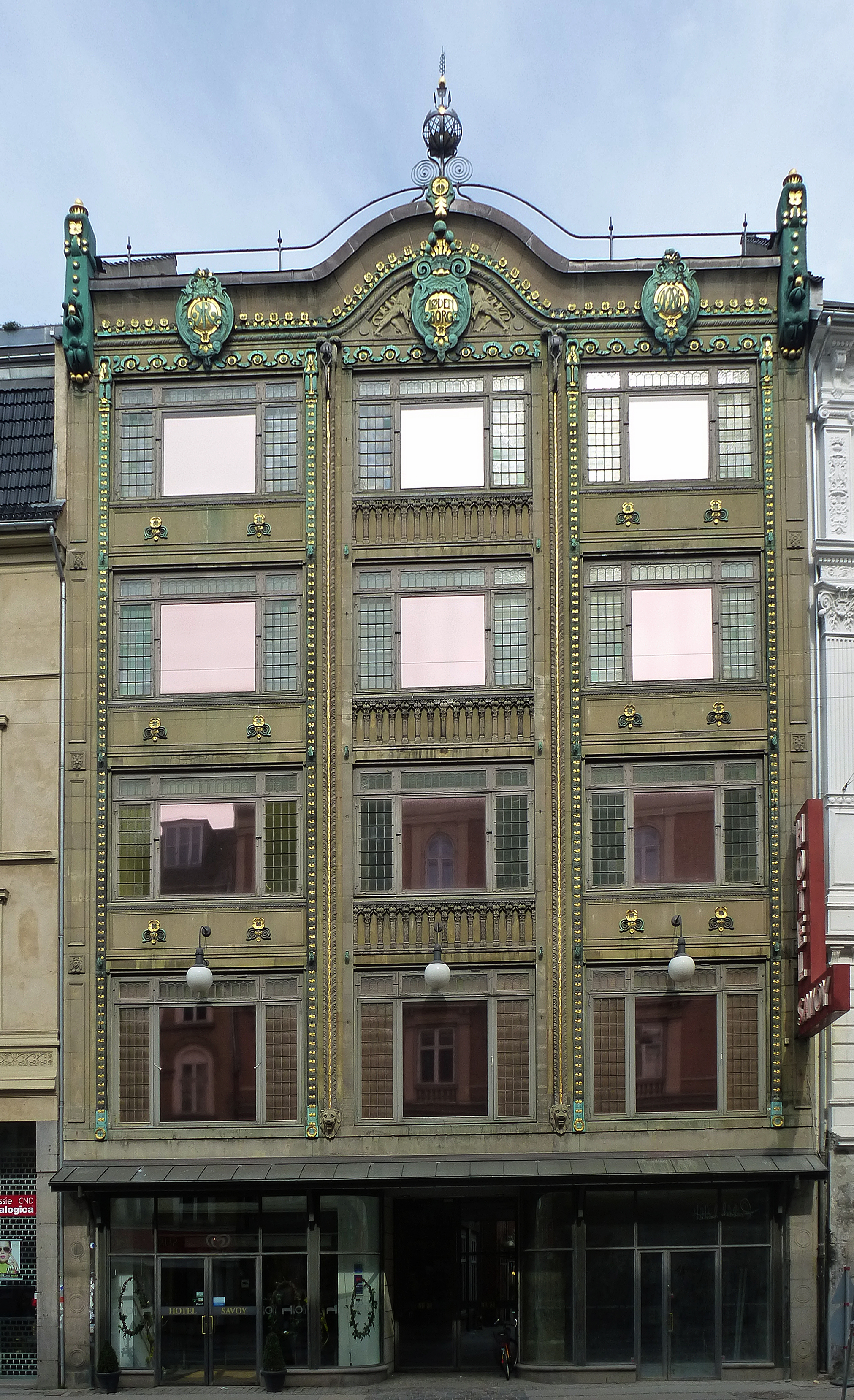
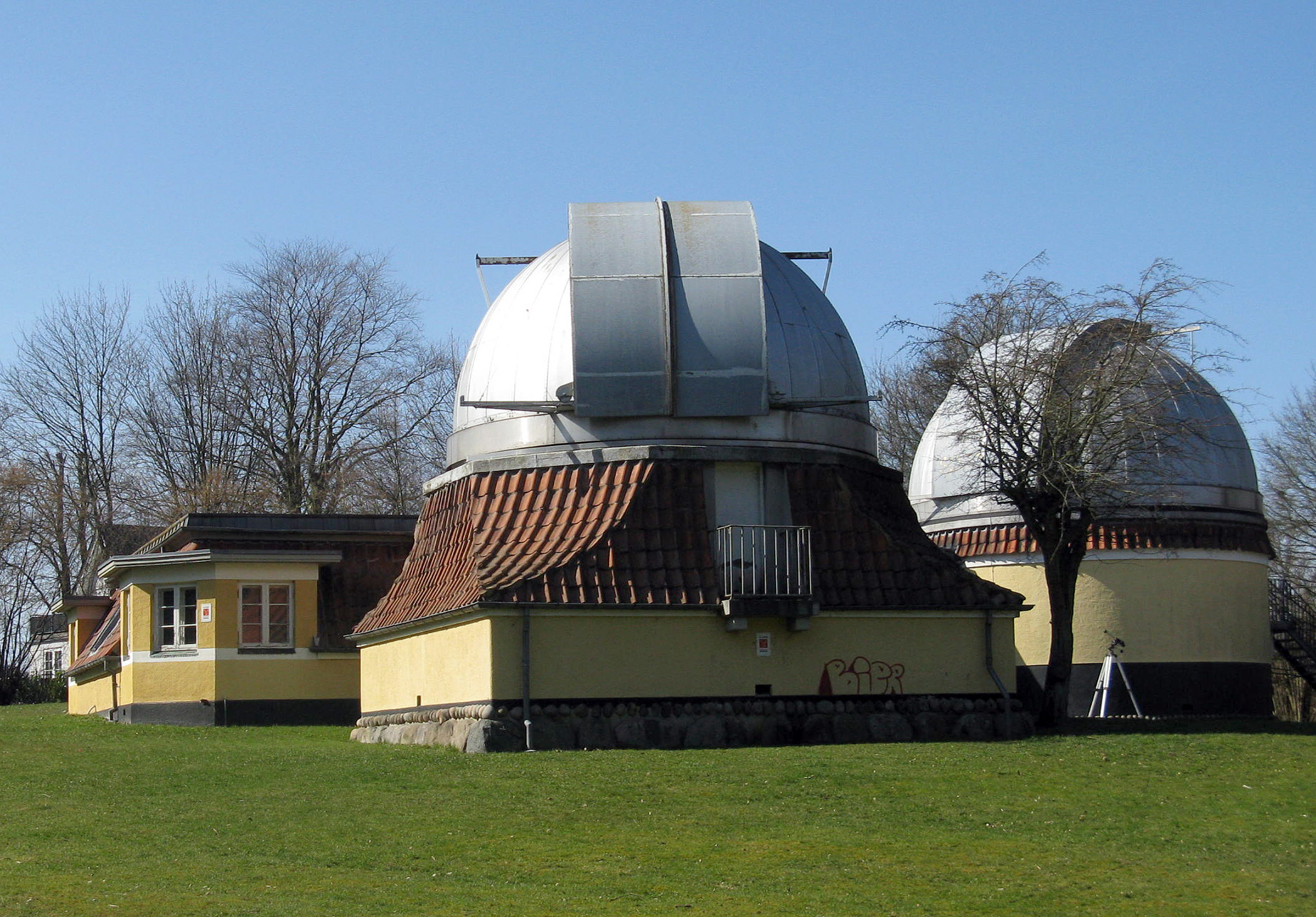
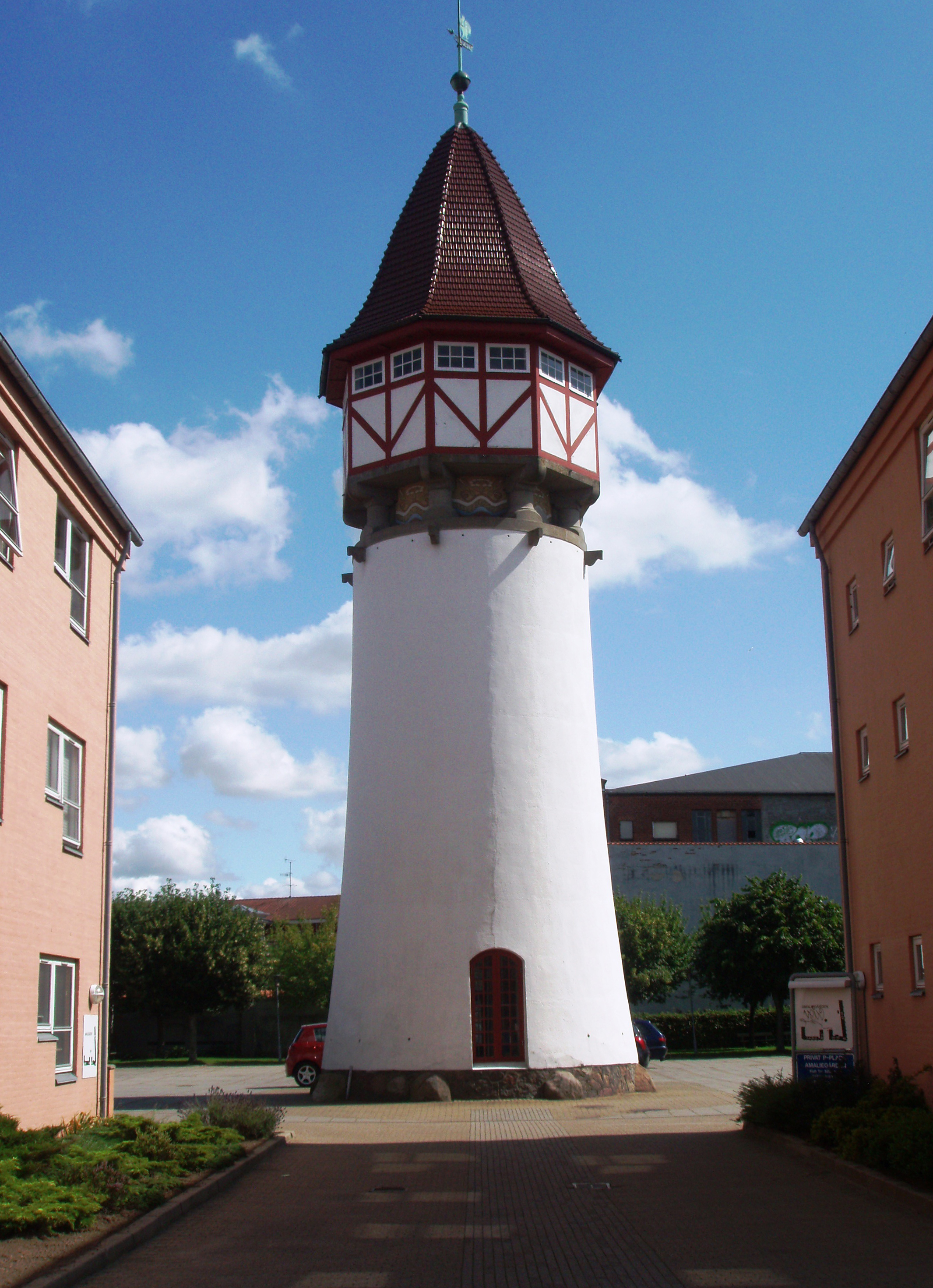
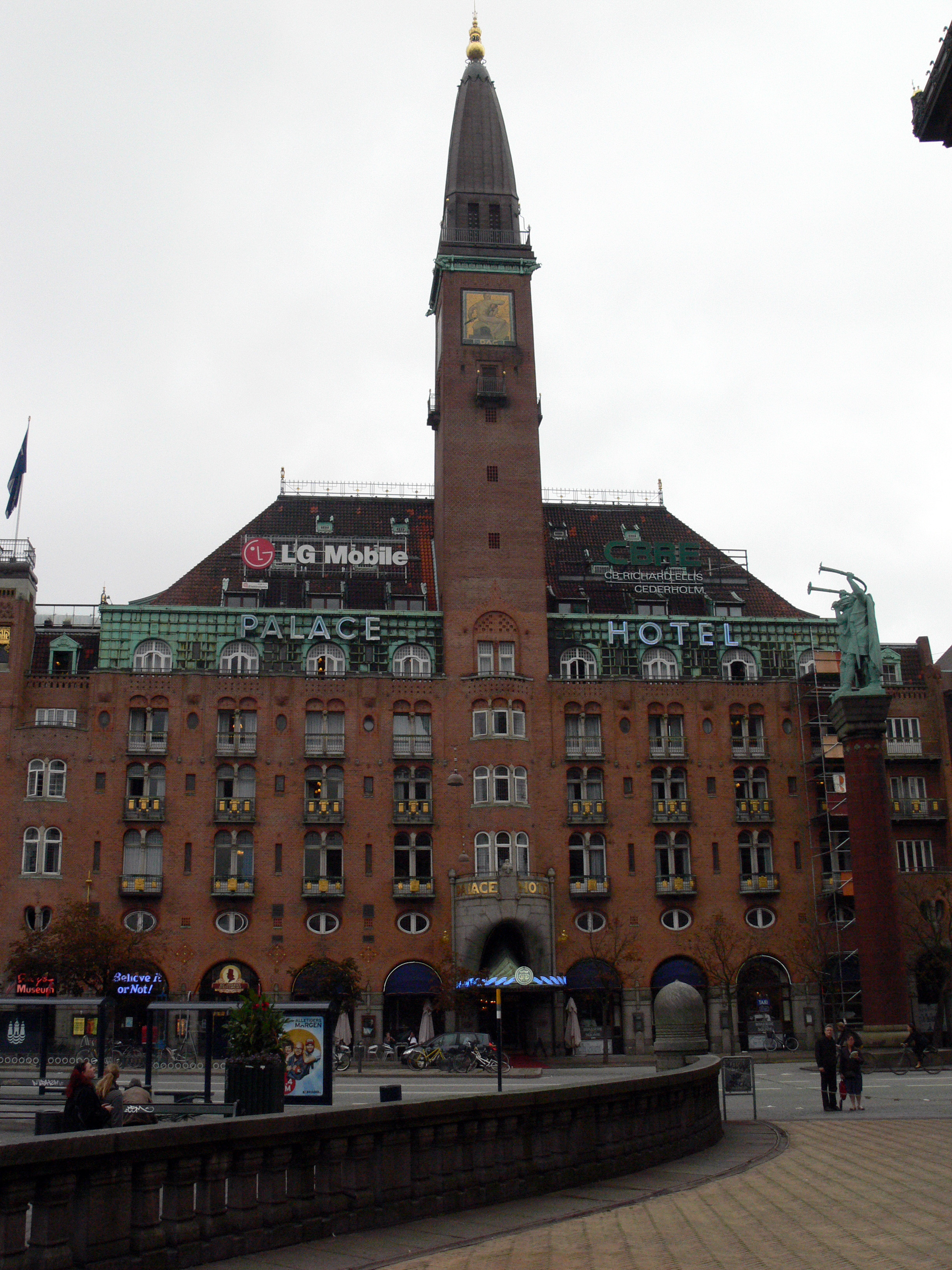
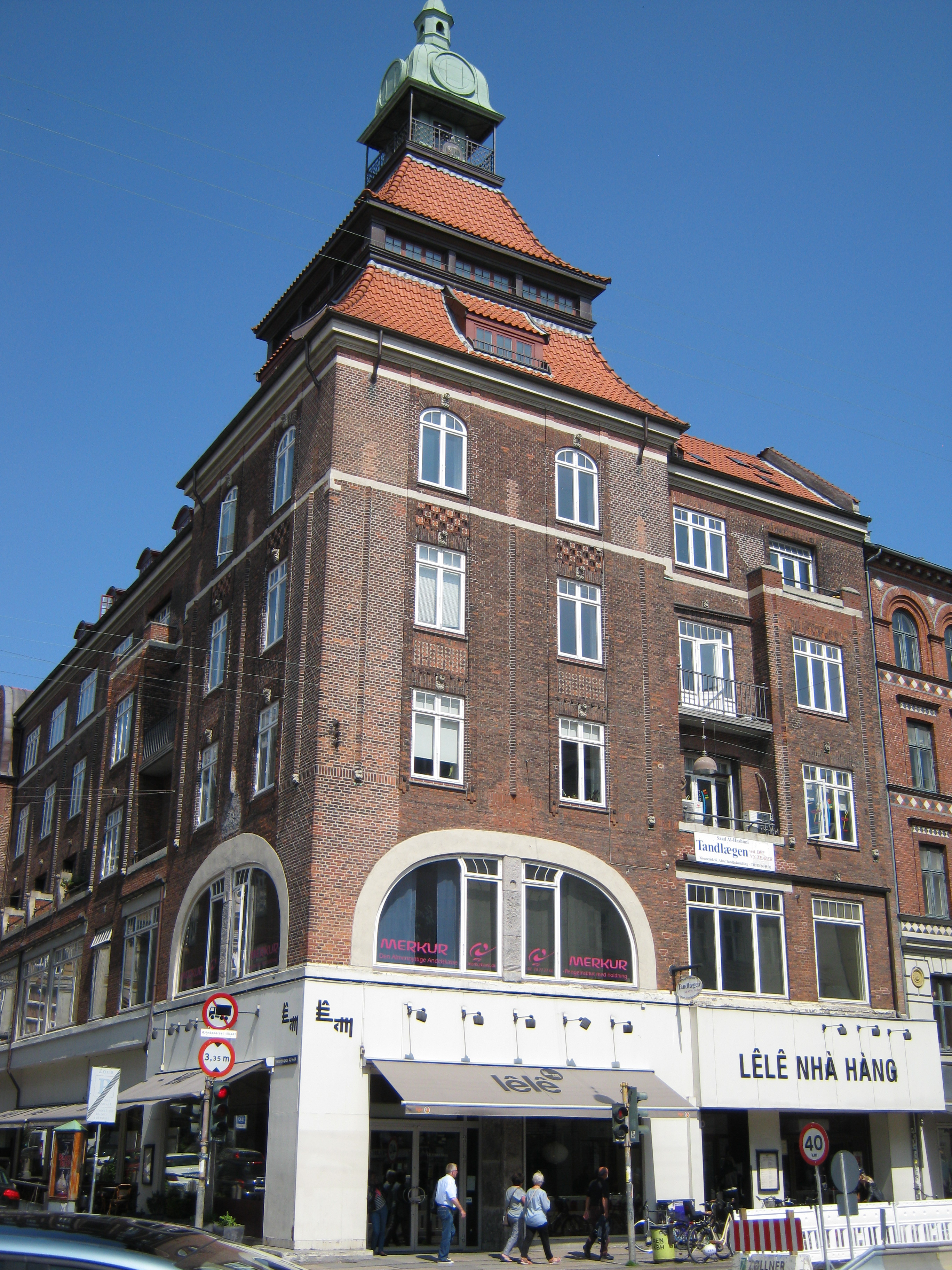